# Morti il 7 agosto
| Questa pagina contiene informazioni ricavate automaticamente dalle voci biografiche con l'ausilio del template Bio e di un bot. L'aggiornamento è periodico e automatico e ricostruisce completamente la pagina. Se manca una persona in questa lista, sei pregato di non aggiungerla, ma accertati piuttosto che la sua voce biografica contenga il template Bio e che i dati anagrafici siano correttamente compilati. Se il template Bio manca, inseriscilo tu stesso o, in alternativa, metti l'avviso {{tmp\|Bio}} che ne segnala la mancanza. Se i dati riportati sono sbagliati, correggi direttamente la voce biografica; le modifiche saranno visibili in questa lista entro pochi giorni. Per chiarimenti vedi il progetto biografie. La lista contiene solo le 446 persone che sono citate nell'enciclopedia e per le quali è stato implementato correttamente il template Bio. Pagina aggiornata al 17 ago 2025. |

## IV secolo(1)
- 362 - Donato d'Arezzo, vescovo e santo romano

## V secolo(2)
- 461 - Maggioriano, imperatore e generale romano
- 479 - Yūryaku, imperatore giapponese

## VIII secolo(1)
- 796 - San Glisente, religioso e santo franco

## XI secolo(1)
- 1078 - Diepoldo II di Vohburg, nobile tedesco

## XII secolo(4)
- 1106 - Enrico IV di Franconia, re (n. 1050)
- 1162 - Haakon II di Norvegia, re norvegese (n. 1147)
- 1179 - Guglielmo VI d'Angoulême, conte
- 1195 - Richard Palmer, arcivescovo cattolico inglese

## XIII secolo(3)
- 1218 - Adolfo III di Berg, nobile tedesco
- 1248 - Giordano Forzatè, religioso italiano
- 1280 - Kujō Motoie, poeta giapponese (n. 1203)

## XIV secolo(6)
- 1307 - Alberto degli Abati, religioso italiano (n. 1240)
- 1350 - Alberto da Sassoferrato, monaco cristiano italiano
- 1350 - Beltramino Parravicini, vescovo cattolico italiano
- 1361 - Bernard de la Tour d'Auvergne, cardinale francese (n. 1306)
- 1377 - Niccolò degli Alberti, banchiere, diplomatico e mecenate italiano
- 1385 - Giovanna di Kent, principessa gallese (n. 1328)

## XV secolo(3)
- 1424 - Stefano Maconi, monaco cristiano, religioso e traduttore italiano (n. 1347)
- 1491 - Jacobus Barbireau, compositore fiammingo (n. 1455)
- 1497 - Bernardino Lonati, cardinale italiano

## XVI secolo(8)
- 1504 - Vincenzo dell'Aquila, presbitero italiano
- 1508 - Francesco Brevio, giurista e vescovo cattolico italiano
- 1516 - Federico Sanseverino, cardinale italiano
- 1543 - Jean Le Veneur, cardinale e vescovo cattolico francese (n. 1473)
- 1547 - Gaetano Thiene, presbitero italiano (n. 1480)
- 1560 - Anastasija Romanovna Zachar'ina, russa (n. 1530)
- 1573 - Léonor d'Orléans-Longueville, nobile francese (n. 1540)
- 1580 - Lala Kara Mustafa Pascià, generale e politico ottomano

## XVII secolo(28)
- 1616 - Scipione Gentili, giurista e letterato italiano (n. 1563)
- 1616 - Vincenzo Scamozzi, architetto e scenografo italiano (n. 1548)
- 1618 - Maria Elisabetta Vasa, duchessa svedese (n. 1596)
- 1622 - Juan de Arguijo, poeta spagnolo (n. 1567)
- 1622 - Hasekura Tsunenaga, militare giapponese (n. 1571)
- 1630 - Antonio I Pio Bonelli, nobile italiano
- 1632 - Michel de Marillac, politico, giurista e economista francese (n. 1560)
- 1632 - Robert de Vere, XIX conte di Oxford, militare britannico (n. 1575)
- 1633 - Fernando Álvarez de Toledo, scrittore e militare spagnolo (n. 1550)
- 1634 - Gregorio Naro, cardinale e vescovo cattolico italiano (n. 1581)
- 1635 - Friedrich Spee, gesuita e scrittore tedesco (n. 1591)
- 1638 - Agatangelo da Vendôme, presbitero e missionario francese (n. 1598)
- 1638 - Cassiano da Nantes, presbitero e missionario francese (n. 1607)
- 1639 - Martin van den Hove, astronomo e matematico olandese (n. 1605)
- 1641 - Gwanghaegun di Joseon, re coreano (n. 1575)
- 1643 - Hendrik Brouwer, esploratore e ammiraglio olandese (n. 1581)
- 1643 - Margherita di Brunswick-Lüneburg, principessa (n. 1573)
- 1648 - Hezarpare Ahmed Pascià, politico ottomano
- 1649 - Maria Leopoldina d'Asburgo, austriaca (n. 1632)
- 1652 - John Smith, filosofo e teologo inglese (n. 1618)
- 1654 - Jan Savery, pittore olandese (n. 1589)
- 1660 - Giovanni IV della Frisia orientale-Rietberg, nobile tedesco (n. 1618)
- 1661 - Benedetta Carlini, mistica, religiosa e veggente italiana (n. 1590)
- 1661 - Jin Shengtan, scrittore, editore e critico letterario cinese (n. 1610)
- 1664 - Paul Le Jeune, gesuita francese (n. 1591)
- 1674 - Pieter van Ruijven, mecenate olandese (n. 1624)
- 1691 - Livio Mehus, pittore fiammingo (n. 1627)
- 1693 - Giovanni Giorgio II di Anhalt-Dessau, principe tedesco (n. 1627)

## XVIII secolo(14)
- 1712 - Friedrich Wilhelm Zachow, compositore tedesco (n. 1663)
- 1721 - Emilio Altieri, II principe di Oriolo, principe italiano (n. 1670)
- 1731 - Franz Ferdinand von Kuenburg, nobile e arcivescovo cattolico austriaco (n. 1651)
- 1741 - Augustin Nadal, drammaturgo, poeta e giornalista francese (n. 1659)
- 1763 - Sofia Carlotta di Schleswig-Holstein-Sonderburg-Beck, principessa tedesca (n. 1722)
- 1766 - Claude Lamoral II di Ligne, militare belga (n. 1685)
- 1782 - Giuseppe Fantastici, pittore italiano (n. 1710)
- 1782 - Andreas Sigismund Marggraf, chimico tedesco (n. 1709)
- 1785 - Luigi Antonio di Borbone-Spagna, nobile spagnolo (n. 1727)
- 1786 - Friedrich Schwindl, compositore olandese (n. 1737)
- 1788 - Ignazio Isler, religioso, scrittore e poeta italiano (n. 1702)
- 1791 - Giovanni Federico Alessandro di Wied-Neuwied, conte (n. 1706)
- 1794 - Anna Aleksandrovna Islen'eva, nobildonna russa (n. 1740)
- 1800 - Carlo Antonio Martini, giurista italiano (n. 1726)

## XIX secolo(48)
- 1817 - Pierre Samuel Dupont de Nemours, economista e scrittore francese (n. 1739)
- 1820 - Elisa Bonaparte, principessa francese (n. 1777)
- 1821 - Carolina di Brunswick, regina (n. 1768)
- 1826 - Carlo Sebastiano Ferrero-Fieschi, nobile, militare e diplomatico italiano (n. 1760)
- 1830 - Aleksej Fëdorovič Merzljakov, poeta e critico letterario russo (n. 1778)
- 1834 - Joseph-Marie Jacquard, inventore francese (n. 1752)
- 1839 - Erasmo Luigi Surlet de Chokier, politico belga (n. 1769)
- 1839 - Bernhard von Eskeles, banchiere austriaco (n. 1753)
- 1841 - Giovanni Battista Gigola, pittore e miniaturista italiano (n. 1767)
- 1841 - Luigi Matteucci, giurista, magistrato e politico italiano (n. 1772)
- 1845 - Robert Graham, medico e botanico britannico (n. 1786)
- 1846 - Christian Heinrich Rinck, compositore e organista tedesco (n. 1770)
- 1848 - Jöns Jacob Berzelius, chimico svedese (n. 1779)
- 1851 - Johann Gottfried Gruber, critico letterario e enciclopedista tedesco (n. 1774)
- 1853 - Ludwig von Welden, generale austriaco (n. 1780)
- 1854 - Antonio Di Macco, arcivescovo cattolico italiano (n. 1785)
- 1855 - Mariano Arista, politico e generale messicano (n. 1802)
- 1856 - Francesco Vandelli, architetto e ingegnere italiano (n. 1795)
- 1858 - Ernst Heinrich Friedrich Meyer, botanico e storico tedesco (n. 1791)
- 1860 - Cajetan von Textor, chirurgo tedesco (n. 1782)
- 1864 - Janez Puhar, fotografo e inventore sloveno (n. 1814)
- 1867 - Ira Aldridge, attore teatrale statunitense (n. 1807)
- 1867 - Benedetto D'Acquisto, arcivescovo cattolico, teologo e filosofo italiano (n. 1790)
- 1871 - Edmund Bojanowski, filantropo polacco (n. 1814)
- 1872 - Luigi Blanch, economista, politico e storico italiano (n. 1784)
- 1876 - Vincenzo Bolmida, imprenditore italiano (n. 1807)
- 1877 - Virginia Gabriel, cantante e compositrice britannica (n. 1825)
- 1877 - Paul-Mathieu Laurent, storico e avvocato francese (n. 1793)
- 1879 - August von Cetto, diplomatico e nobile tedesco (n. 1794)
- 1879 - Alessandro Porro, politico italiano (n. 1814)
- 1879 - Paride Suzzara Verdi, patriota, giornalista e politico italiano (n. 1826)
- 1882 - Ambrogio Bazzero, scrittore, poeta e drammaturgo italiano (n. 1851)
- 1883 - Vactor Tousey Chambers, entomologo statunitense (n. 1830)
- 1884 - Costanza Rovelli, soprano italiano (n. 1828)
- 1887 - Giovanni Battista Alessio Tommasi, vescovo cattolico italiano (n. 1823)
- 1888 - Charles-Auguste Questel, architetto francese (n. 1807)
- 1891 - Giuseppe Caruso, brigante italiano (n. 1816)
- 1893 - Alfredo Catalani, compositore italiano (n. 1854)
- 1894 - Nick Ross, calciatore scozzese (n. 1862)
- 1896 - Robert Nobel, imprenditore svedese (n. 1829)
- 1897 - Gideon Baird, calciatore nordirlandese (n. 1877)
- 1897 - Gaetano Licopoli, botanico italiano (n. 1833)
- 1898 - Georg Ebers, egittologo e romanziere tedesco (n. 1837)
- 1898 - James Hall, geologo e paleontologo statunitense (n. 1811)
- 1898 - Joseph Charles Hippolyte Crosse, zoologo francese (n. 1826)
- 1899 - Jacob Maris, pittore olandese (n. 1837)
- 1900 - Charles-Alphonse-Paul Bellay, pittore e incisore francese (n. 1826)
- 1900 - Wilhelm Liebknecht, politico e giornalista tedesco (n. 1826)

## XX secolo(205)
- 1901 - Oreste Baratieri, generale e politico italiano (n. 1841)
- 1901 - Carl Pauli, linguista e etruscologo tedesco (n. 1834)
- 1902 - Annibale Ferrero, matematico italiano (n. 1839)
- 1904 - Louis Duffoy, tiratore a segno francese (n. 1860)
- 1904 - Heinrich Eduard von Lade, banchiere e astronomo tedesco (n. 1817)
- 1905 - Victor Delannoy, vescovo cattolico francese (n. 1824)
- 1905 - Jerzy Józef Elizeusz Szembek, arcivescovo cattolico polacco (n. 1851)
- 1912 - François-Alphonse Forel, scienziato svizzero (n. 1841)
- 1912 - Franz Hartmann, teosofo e astrologo tedesco (n. 1838)
- 1913 - Vittorio Avanzi, pittore italiano (n. 1850)
- 1913 - Amédée Joyau, pittore e incisore francese (n. 1872)
- 1913 - Fernand Pelez, pittore francese (n. 1848)
- 1913 - David Popper, compositore e violoncellista boemo (n. 1843)
- 1914 - Jesper Jespersen, compositore di scacchi danese (n. 1848)
- 1914 - Marcel Kerff, ciclista su strada belga (n. 1866)
- 1915 - Juan Bautista Castro, arcivescovo cattolico venezuelano (n. 1846)
- 1916 - Cesare Colombo, militare italiano (n. 1889)
- 1916 - David McMurtrie Gregg, generale e diplomatico statunitense (n. 1833)
- 1916 - Maurice Salomez, mezzofondista francese (n. 1880)
- 1917 - Enrico Rimini, chimico italiano (n. 1874)
- 1918 - Aldo Colombo, calciatore italiano (n. 1886)
- 1919 - Cesare Maccari, pittore e scultore italiano (n. 1840)
- 1921 - Aleksandr Aleksandrovič Blok, poeta e drammaturgo russo (n. 1880)
- 1921 - Placida von Eichendorff, badessa e religiosa tedesca (n. 1860)
- 1922 - Richard Förster, filologo classico, archeologo e storico dell'arte tedesco (n. 1843)
- 1922 - John W. Kellette, sceneggiatore e musicista statunitense (n. 1873)
- 1924 - Joan Salvat Papasseit, poeta spagnolo (n. 1894)
- 1925 - Carlo Busiri Vici, architetto italiano (n. 1856)
- 1925 - Edmond Marie Petitjean, pittore francese (n. 1844)
- 1926 - Ettore De Ruggiero, storico e filologo italiano (n. 1839)
- 1927 - Cirillo V di Alessandria, vescovo cristiano orientale egiziano
- 1927 - Leonard Wood, medico, generale e politico statunitense (n. 1860)
- 1929 - John Bain, calciatore inglese (n. 1854)
- 1930 - Robert Cloughen, velocista statunitense (n. 1889)
- 1930 - Dorr E. Felt, inventore e imprenditore statunitense (n. 1862)
- 1930 - James Duval Phelan, politico e banchiere statunitense (n. 1861)
- 1934 - Hermann Kusmanek von Burgneustädten, generale austro-ungarico (n. 1860)
- 1934 - Edwin Corning, imprenditore e politico statunitense (n. 1883)
- 1934 - Walter Franklin Prince, parapsicologo e presbitero statunitense (n. 1863)
- 1935 - Raimondo Franchetti, esploratore italiano (n. 1889)
- 1935 - Luigi Razza, giornalista, sindacalista e politico italiano (n. 1892)
- 1935 - Alexander Shirvanzade, giornalista e drammaturgo armeno (n. 1858)
- 1936 - Frank Dummerth, canottiere statunitense (n. 1871)
- 1936 - Cruz Laplana y Laguna, vescovo cattolico spagnolo (n. 1875)
- 1936 - Nicola Pescatori, attore teatrale e attore cinematografico italiano (n. 1879)
- 1936 - Emil Vogt, architetto svizzero (n. 1863)
- 1936 - Mona Chalmers Watson, medico e nutrizionista britannica (n. 1872)
- 1937 - Henri Lebasque, pittore francese (n. 1865)
- 1937 - Takeo Wakabayashi, calciatore giapponese (n. 1907)
- 1937 - Carl Winterhoff, attore tedesco (n. 1874)
- 1938 - Konstantin Sergeevič Stanislavskij, attore, regista teatrale e insegnante russo (n. 1863)
- 1939 - Charlie Roberts, calciatore inglese (n. 1883)
- 1939 - Albino Volpi, militare italiano (n. 1889)
- 1940 - T. O'Conor Sloane, curatore editoriale statunitense (n. 1851)
- 1941 - Bruno Mussolini, aviatore italiano (n. 1918)
- 1941 - Rabindranath Tagore, poeta, drammaturgo e scrittore indiano (n. 1861)
- 1942 - Joseph Dempsey, canottiere statunitense (n. 1875)
- 1942 - Jack Dillon, pugile statunitense (n. 1891)
- 1942 - William Gott, generale britannico (n. 1897)
- 1943 - Gastone Guerrieri di Mirafiori, imprenditore e politico italiano (n. 1878)
- 1943 - Sarah Purser, artista irlandese (n. 1848)
- 1943 - Gustav Schmidt, generale tedesco (n. 1894)
- 1944 - Horst Ademeit, aviatore tedesco (n. 1912)
- 1944 - Vittorio Barbieri, partigiano italiano (n. 1915)
- 1944 - Agustín Barrios, chitarrista e compositore paraguaiano (n. 1885)
- 1944 - László Molnár, militare e aviatore ungherese (n. 1921)
- 1944 - Maurycy Trybulski, allevatore polacco (n. 1883)
- 1944 - Şehzade Ahmed Nuri, principe ottomano (n. 1878)
- 1946 - George Wilkinson, pallanuotista e nuotatore britannico (n. 1879)
- 1947 - Masao Baba, generale giapponese (n. 1892)
- 1947 - Seiichi Kita, generale giapponese (n. 1886)
- 1947 - Erminia di Reuss-Greiz, nobile tedesca (n. 1887)
- 1948 - Charles Bryant, attore, sceneggiatore e regista britannico (n. 1879)
- 1948 - Lula Mysz-Gmeiner, contralto e mezzosoprano tedesco (n. 1876)
- 1949 - Percy Newberry, egittologo britannico (n. 1869)
- 1954 - Wilhelm Dittmann, politico tedesco (n. 1874)
- 1955 - Ewa Olliwier, tuffatrice svedese (n. 1904)
- 1956 - Arvid Andersson, tiratore di fune svedese (n. 1881)
- 1956 - John Latouche, compositore, librettista e paroliere statunitense (n. 1914)
- 1956 - Piero Pirelli, imprenditore italiano (n. 1881)
- 1957 - Giuseppe Giammarco, politico italiano (n. 1894)
- 1957 - Oliver Hardy, attore e comico statunitense (n. 1892)
- 1958 - Karl Lashley, psicologo e neuroscienziato statunitense (n. 1890)
- 1958 - Herbert Yardley, crittologo statunitense (n. 1889)
- 1959 - Armas Launis, compositore, etnomusicologo e giornalista finlandese (n. 1884)
- 1959 - Jacob Baart de la Faille, storico dell'arte e scrittore olandese (n. 1886)
- 1960 - André Bloch, compositore francese (n. 1873)
- 1960 - Salvatore Ferragamo, stilista e imprenditore italiano (n. 1898)
- 1960 - Luis Ángel Firpo, pugile argentino (n. 1894)
- 1960 - Vincenzo Muricchio, generale e inventore italiano (n. 1861)
- 1960 - Rudolf Stolz, pittore italiano (n. 1874)
- 1961 - Olga Brunner, mecenate italiana (n. 1885)
- 1962 - Gustaf Lewenhaupt, cavaliere svedese (n. 1879)
- 1962 - Vincenzo Marcellusi, poeta italiano (n. 1886)
- 1963 - Rodolfo Borghese, nobile, imprenditore e politico italiano (n. 1880)
- 1963 - Johannes Mayer, generale tedesco (n. 1893)
- 1963 - Ramon Vila Capdevila, anarchico, partigiano e guerrigliero spagnolo (n. 1908)
- 1964 - Salima Machamba, comoriana (n. 1874)
- 1964 - Earl C. Slipher, astronomo e politico statunitense (n. 1883)
- 1964 - Henk Vermetten, calciatore olandese (n. 1895)
- 1964 - Guido Zanobini, giurista italiano (n. 1890)
- 1964 - Aleksander Zawadzki, militare e politico polacco (n. 1899)
- 1966 - Francesco Calauti, politico italiano (n. 1889)
- 1967 - Giovanni Persico, politico italiano (n. 1878)
- 1968 - Bruno Benelli, politico italiano (n. 1922)
- 1968 - Giannetto Malmerendi, pittore, incisore e ceramista italiano (n. 1893)
- 1969 - Carlos L. Fischer, politico uruguaiano (n. 1903)
- 1969 - Joseph Kosma, compositore ungherese (n. 1905)
- 1970 - Giorgi K'vinit'adze, generale georgiano (n. 1874)
- 1970 - Franziskus von Streng, vescovo cattolico e teologo svizzero (n. 1884)
- 1971 - Enrico Pancera, scultore italiano (n. 1882)
- 1971 - Enno von Rintelen, generale tedesco (n. 1891)
- 1972 - Artie Bell, pilota motociclistico britannico (n. 1914)
- 1972 - Christian Hansen, generale tedesco (n. 1885)
- 1972 - Joi Lansing, attrice statunitense (n. 1929)
- 1972 - Aspasia Manos, principessa greca (n. 1896)
- 1972 - Tom Neal, attore statunitense (n. 1914)
- 1972 - Aldo Vitali, enigmista italiano (n. 1890)
- 1973 - Régis Blachère, arabista francese (n. 1900)
- 1973 - José Villalonga, allenatore di calcio spagnolo (n. 1919)
- 1974 - Virginia Apgar, pediatra statunitense (n. 1909)
- 1974 - Rosario Castellanos, poetessa, scrittrice e diplomatica messicana (n. 1925)
- 1974 - Richard Corts, velocista tedesco (n. 1905)
- 1974 - Bill Garrett, cestista e allenatore di pallacanestro statunitense (n. 1929)
- 1975 - Antonio Antonucci, giornalista italiano (n. 1895)
- 1975 - Giuseppe Marchetto, calciatore italiano (n. 1921)
- 1975 - Phyllis Povah, attrice statunitense (n. 1893)
- 1975 - Janus Theeuwes, arciere olandese (n. 1886)
- 1976 - Tullio Cianetti, sindacalista e politico italiano (n. 1899)
- 1976 - Alfonso Tesauro, giurista e politico italiano (n. 1900)
- 1977 - Paul Chaudet, politico svizzero (n. 1904)
- 1977 - Masami Kobayashi, ammiraglio giapponese (n. 1890)
- 1977 - Bud Moodler, cestista statunitense (n. 1912)
- 1977 - Dino Staffa, cardinale e arcivescovo cattolico italiano (n. 1906)
- 1978 - Eddie Calvert, trombettista britannico (n. 1922)
- 1978 - Valentine Penrose, scrittrice e artista francese (n. 1898)
- 1979 - Leonida Bertucci, calciatore e allenatore di calcio italiano (n. 1896)
- 1979 - Anita Farra, attrice e sceneggiatrice italiana (n. 1905)
- 1979 - Hazel Keener, attrice statunitense (n. 1904)
- 1980 - Kurt Eimann, militare tedesco (n. 1899)
- 1981 - Silvano Arieti, psichiatra italiano (n. 1914)
- 1981 - Ascanio Assirelli, calciatore italiano (n. 1920)
- 1981 - Sergej Vasil'evič Gippius, regista sovietico (n. 1924)
- 1981 - Gianna Preda, giornalista e sceneggiatrice italiana (n. 1921)
- 1982 - Paolo Cavara, regista e sceneggiatore italiano (n. 1926)
- 1982 - Bruno Gesche, militare tedesco (n. 1905)
- 1982 - Ludu U Hla, giornalista e editore birmano (n. 1910)
- 1984 - Johanna de Boer, schermitrice olandese (n. 1901)
- 1984 - Ann Christy, cantante belga (n. 1945)
- 1984 - Esther Phillips, cantante statunitense (n. 1935)
- 1985 - Grayson Hall, attrice statunitense (n. 1922)
- 1985 - Juan Nelson, giocatore di polo argentino (n. 1891)
- 1985 - Gábor Szegő, matematico ungherese (n. 1895)
- 1986 - Julie Tullis, alpinista e regista britannica (n. 1939)
- 1986 - Aline Valangin, scrittrice, pianista e psicanalista svizzera (n. 1889)
- 1987 - Camille Chamoun, politico libanese (n. 1900)
- 1987 - Nobusuke Kishi, politico giapponese (n. 1896)
- 1988 - Juraj Amšel, pallanuotista jugoslavo (n. 1924)
- 1988 - Tullio De Rubeis, politico italiano (n. 1908)
- 1988 - Wilfred Jackson, regista, animatore e compositore statunitense (n. 1906)
- 1988 - Gajo Raffanelli, calciatore croato (n. 1913)
- 1989 - Adamo Grilli, radiologo italiano (n. 1907)
- 1989 - Mickey Leland, politico e attivista statunitense (n. 1944)
- 1989 - Federico Mompellio, musicologo, critico musicale e compositore italiano (n. 1908)
- 1989 - Antonio Pignedoli, matematico, fisico e politico italiano (n. 1918)
- 1989 - Robert Stevens, regista statunitense (n. 1920)
- 1990 - Francesco Angelino, militare italiano (n. 1893)
- 1990 - Diego Carpitella, antropologo, etnomusicologo e regista italiano (n. 1924)
- 1990 - Chepudira Muthana Poonacha, politico indiano (n. 1910)
- 1990 - Rosa Tosches, pittrice italiana (n. 1907)
- 1991 - Charles Manring, canottiere statunitense (n. 1929)
- 1991 - Attilio Martella, attore italiano (n. 1919)
- 1991 - Modesto Sardo, politico italiano (n. 1929)
- 1992 - John Anderson, attore statunitense (n. 1922)
- 1992 - Leszek Błażyński, pugile polacco (n. 1949)
- 1992 - Fereydoun Farrokhzad, poeta, attore e showman iraniano (n. 1938)
- 1992 - Eberhard Fechner, attore, regista e sceneggiatore tedesco (n. 1926)
- 1992 - Sándor Szabó, schermidore ungherese (n. 1941)
- 1993 - Renato Alpini, politico italiano (n. 1918)
- 1993 - Roy Budd, musicista e compositore britannico (n. 1947)
- 1993 - Christopher Gillis, ballerino e coreografo canadese (n. 1951)
- 1993 - Lucio Libertini, politico italiano (n. 1922)
- 1993 - Egidio Martinović, calciatore e allenatore di calcio italiano (n. 1907)
- 1993 - Charles Maxwell, attore statunitense (n. 1913)
- 1993 - Ante Vulić, calciatore jugoslavo (n. 1928)
- 1994 - Ignazio Balsamo, attore, doppiatore e produttore cinematografico italiano (n. 1912)
- 1994 - Rubi Dalma, attrice italiana (n. 1906)
- 1994 - Robert Hutton, attore statunitense (n. 1920)
- 1995 - Brigid Brophy, scrittrice e attivista britannica (n. 1929)
- 1995 - Arnaldo Cadei, calciatore italiano (n. 1918)
- 1995 - Alexandra Curzon, nobildonna inglese (n. 1904)
- 1995 - Maksim Tank, poeta e traduttore bielorusso (n. 1912)
- 1996 - Ada Fighiera-Sikorska, esperantista polacca (n. 1929)
- 1996 - Krishanti Kumaraswamy, cingalese (n. 1977)
- 1996 - Fernando Lazzaroni, arbitro di calcio italiano (n. 1931)
- 1996 - Ambrosio Padilla, cestista, dirigente sportivo e politico filippino (n. 1910)
- 1997 - Volker Prechtel, attore tedesco (n. 1941)
- 1998 - Wallace H. Coulter, ingegnere e inventore statunitense (n. 1913)
- 1999 - Wally Albright, attore statunitense (n. 1925)
- 1999 - Brion James, attore statunitense (n. 1945)
- 1999 - Harry Litwack, cestista e allenatore di pallacanestro statunitense (n. 1907)
- 1999 - John Van Ryn, tennista statunitense (n. 1905)
- 2000 - Mary Anne MacLeod Trump, filantropa britannica (n. 1912)
- 2000 - Georges Matheron, statistico francese (n. 1930)
- 2000 - Mona-Lisa Pursiainen, velocista finlandese (n. 1951)

## XXI secolo(121)
- 2001 - Giuseppe Francescato, linguista italiano (n. 1922)
- 2001 - Algirdas Lauritėnas, cestista sovietico (n. 1932)
- 2002 - Luciano Benevene, cantante italiano (n. 1925)
- 2002 - Guido Guglielmi, critico letterario e italianista italiano (n. 1930)
- 2002 - Birthe Lemberg, pallamanista e cestista danese (n. 1925)
- 2003 - Andrea Borri, politico italiano (n. 1935)
- 2003 - Roxie Collie Laybourne, ornitologa statunitense (n. 1910)
- 2003 - Pierre Vilar, storico francese (n. 1906)
- 2003 - Rajko Žižić, cestista e allenatore di pallacanestro jugoslavo (n. 1955)
- 2004 - Bruno Cassetti, calciatore italiano (n. 1911)
- 2004 - Ismael Rodríguez, regista cinematografico, sceneggiatore e attore messicano (n. 1917)
- 2004 - Gordon Smith, calciatore scozzese (n. 1924)
- 2004 - María Esperanza de Bianchini, mistica venezuelana (n. 1928)
- 2005 - Peter Jennings, giornalista canadese (n. 1938)
- 2005 - Li Lili, attrice e cantante cinese (n. 1915)
- 2005 - Noel Nicola, cantautore cubano (n. 1946)
- 2005 - Corrado Tamietti, calciatore e allenatore di calcio italiano (n. 1914)
- 2007 - Domenico Caloyera, arcivescovo cattolico italiano (n. 1915)
- 2007 - Alfredo Camisa, fotografo italiano (n. 1927)
- 2007 - Hal Fishman, giornalista e conduttore televisivo statunitense (n. 1931)
- 2007 - Bjørn Ibsen, medico danese (n. 1915)
- 2007 - Simon Tschobang, calciatore camerunese (n. 1951)
- 2008 - Léon De Lathouwer, ciclista su strada belga (n. 1929)
- 2008 - Simon Gray, drammaturgo, scrittore e sceneggiatore britannico (n. 1936)
- 2008 - Ralph Klein, cestista e allenatore di pallacanestro israeliano (n. 1931)
- 2008 - Andrea Pininfarina, imprenditore italiano (n. 1957)
- 2009 - Geoffrey W. Bromiley, presbitero, storico e teologo inglese (n. 1895)
- 2009 - Tamás Cseh, cantautore e attore ungherese (n. 1943)
- 2009 - Karsten Hansen, calciatore norvegese (n. 1926)
- 2009 - Ṭāhā Muḥyi al-Dīn Maʿrūf, politico iracheno (n. 1929)
- 2009 - Sergio Stefanini, cestista italiano (n. 1922)
- 2010 - Carlo Castellani, medico italiano (n. 1922)
- 2010 - Bruno Cremer, attore francese (n. 1929)
- 2010 - Dino Nardin, canottiere italiano (n. 1932)
- 2010 - John Nelder, statistico britannico (n. 1924)
- 2010 - Sašo Robič, sciatore alpino e allenatore di sci alpino sloveno (n. 1967)
- 2011 - Rosa Calzecchi Onesti, latinista, grecista e traduttrice italiana (n. 1916)
- 2011 - Ludovico Corrao, politico e avvocato italiano (n. 1927)
- 2011 - Doriano Crespan, calciatore italiano (n. 1946)
- 2011 - Marshall Grant, bassista statunitense (n. 1928)
- 2011 - Harri Holkeri, politico finlandese (n. 1937)
- 2011 - Nancy Wake, agente segreto neozelandese (n. 1912)
- 2012 - Lucio Gera, presbitero e teologo argentino (n. 1924)
- 2012 - Anna Piaggi, giornalista, scrittrice e traduttrice italiana (n. 1931)
- 2012 - Émile Viollat, sciatore alpino francese (n. 1937)
- 2014 - Cristina Deutekom, soprano olandese (n. 1931)
- 2014 - William Jones, canottiere uruguaiano (n. 1924)
- 2014 - Alberto Pérez Zabala, calciatore spagnolo (n. 1925)
- 2015 - Sólveig Anspach, regista e sceneggiatrice islandese (n. 1960)
- 2015 - Manuel Contreras, generale, agente segreto e criminale cileno (n. 1929)
- 2015 - Terrence Evans, attore statunitense (n. 1934)
- 2015 - Frances Oldham Kelsey, farmacologa canadese (n. 1914)
- 2015 - Folco Perrino, pianista italiano (n. 1928)
- 2015 - Viktor Fёdorovič Sokolov, regista sovietico (n. 1928)
- 2016 - Pierre Bangoura, allenatore di calcio e calciatore guineano (n. 1938)
- 2016 - Gustavo Bueno, filosofo spagnolo (n. 1924)
- 2016 - Rich Gott, cestista statunitense (n. 1932)
- 2016 - Jack Günthard, ginnasta e allenatore di ginnastica svizzero (n. 1920)
- 2016 - Vasco Modena, ciclista su strada italiano (n. 1929)
- 2016 - Lorenzo Pellizzari, saggista e critico cinematografico italiano (n. 1938)
- 2016 - Jean Sanitas, fumettista, scrittore e partigiano francese (n. 1927)
- 2016 - Jack Sears, pilota automobilistico britannico (n. 1930)
- 2016 - Giovanni Battista Todescato, religioso italiano (n. 1929)
- 2017 - Haruo Nakajima, attore e stuntman giapponese (n. 1929)
- 2017 - Wanda Nuti, ginnasta italiana (n. 1925)
- 2017 - Tor Røste Fossen, allenatore di calcio e calciatore norvegese (n. 1940)
- 2017 - Ernst Zündel, pubblicista tedesco (n. 1939)
- 2018 - Nicholas Bett, ostacolista keniota (n. 1990)
- 2018 - Étienne Chicot, attore francese (n. 1949)
- 2018 - John Ciaccia, politico italiano (n. 1933)
- 2018 - Gustavo Giagnoni, calciatore e allenatore di calcio italiano (n. 1933)
- 2018 - Richard H. Kline, direttore della fotografia statunitense (n. 1926)
- 2018 - Stan Mikita, hockeista su ghiaccio canadese (n. 1940)
- 2018 - Gianni Penati, fotografo italiano (n. 1930)
- 2018 - Gilberto Rodríguez Pérez, calciatore spagnolo (n. 1941)
- 2019 - David Berman, cantante e compositore statunitense (n. 1967)
- 2019 - Kary Mullis, biochimico statunitense (n. 1944)
- 2019 - Fabrizio Piscitelli, criminale italiano (n. 1966)
- 2019 - J. Om Prakash, regista e produttore cinematografico indiano (n. 1926)
- 2020 - Abdullah Ahmed Abdullah, terrorista e criminale egiziano (n. 1963)
- 2020 - Bernard Bailyn, storico statunitense (n. 1922)
- 2020 - Michael Ojo, cestista nigeriano (n. 1993)
- 2020 - Lê Khả Phiêu, politico e generale vietnamita (n. 1931)
- 2020 - Lorenzo Soria, giornalista e dirigente d'azienda italiano (n. 1951)
- 2020 - Adin Steinsaltz, rabbino e filosofo israeliano (n. 1937)
- 2020 - Jean Stewart, nuotatrice neozelandese (n. 1930)
- 2021 - Douglas Applegate, politico statunitense (n. 1928)
- 2021 - Alireza Azizi, calciatore iraniano (n. 1950)
- 2021 - Mike De Palmer, tennista statunitense (n. 1961)
- 2021 - José Gómez del Moral, ciclista su strada spagnolo (n. 1931)
- 2021 - Trevor Moore, comico, attore e scrittore statunitense (n. 1980)
- 2021 - Markie Post, attrice e imprenditrice statunitense (n. 1950)
- 2021 - Amando Samo, vescovo cattolico micronesiano (n. 1948)
- 2021 - Jane Withers, attrice statunitense (n. 1926)
- 2021 - Micha van Hoecke, coreografo, regista teatrale e ballerino belga (n. 1944)
- 2022 - Ezekiel Alebua, politico salomonese (n. 1947)
- 2022 - Biyi Bandele, scrittore, drammaturgo e regista nigeriano (n. 1967)
- 2022 - Ernesto Cavour, cantante, musicista e artista boliviano (n. 1940)
- 2022 - Giorgio Cian, giurista italiano (n. 1935)
- 2022 - Anatolij Vasil'evič Filipčenko, cosmonauta sovietico (n. 1928)
- 2022 - Mariano Gabriele, storico italiano (n. 1927)
- 2022 - Leandro Lo, artista marziale brasiliano (n. 1989)
- 2022 - Roger E. Mosley, attore statunitense (n. 1938)
- 2022 - Rostislav Václavíček, calciatore cecoslovacco (n. 1946)
- 2023 - Aracy Balabanian, attrice brasiliana (n. 1940)
- 2023 - Alfredo Barlucchi, cestista e allenatore di pallacanestro italiano (n. 1940)
- 2023 - Giuliano Bernardelle, ciclista su strada italiano (n. 1937)
- 2023 - William Friedkin, regista, sceneggiatore e produttore cinematografico statunitense (n. 1935)
- 2023 - Mirko Giansanti, pilota motociclistico italiano (n. 1976)
- 2023 - Mario Tronti, filosofo e politico italiano (n. 1931)
- 2023 - Nobel Vega, attore e personaggio televisivo cubano (n. 1931)
- 2024 - Francesco Catanzariti, sindacalista e politico italiano (n. 1933)
- 2024 - Mario Del Treppo, storico italiano (n. 1929)
- 2024 - Franco Fumagalli, politico e dirigente d'azienda italiano (n. 1921)
- 2024 - Lino Jannuzzi, giornalista, sceneggiatore e politico italiano (n. 1928)
- 2024 - Ughetta Lanari, annunciatrice televisiva, conduttrice radiofonica e doppiatrice italiana
- 2024 - Jon McBride, astronauta statunitense (n. 1943)
- 2024 - Marie-Josée Roig, politica francese (n. 1938)
- 2025 - Nemanja Đurić, cestista e allenatore di pallacanestro jugoslavo (n. 1936)
- 2025 - Jim Lovell, astronauta statunitense (n. 1928)
- 2025 - Myint Swe, generale e politico birmano (n. 1951)

## Senza anno specificato(1)
- Donato di Besançon, vescovo e santo francese